# Конструкторское бюро машиностроения (Москва)
Акционерное общество «Конструкторское бюро машиностроения» (АО «КБМ», КБ машиностроения, КБМ) в Москве — конструкторское бюро, основным направлением деятельности которого является создание новых образцов торпедных аппаратов и ракетных комплексов различного базирования. В качестве самостоятельной организации образовано в 1957 году. С 2004 года входит в состав «Корпорации Тактическое ракетное вооружение»
За 50 лет в КБМ создано около 120 образцов вооружения. Предприятие является головным по проектированию и изготовлению торпедных аппаратов надводных кораблей, катеров, подводных лодок и ведущим предприятием — по палубным установкам корабельных ракетных комплексов.
Из-за вторжения России на Украину бюро находится под международными санкциями Евросоюза, США, Украины и Японии

## История

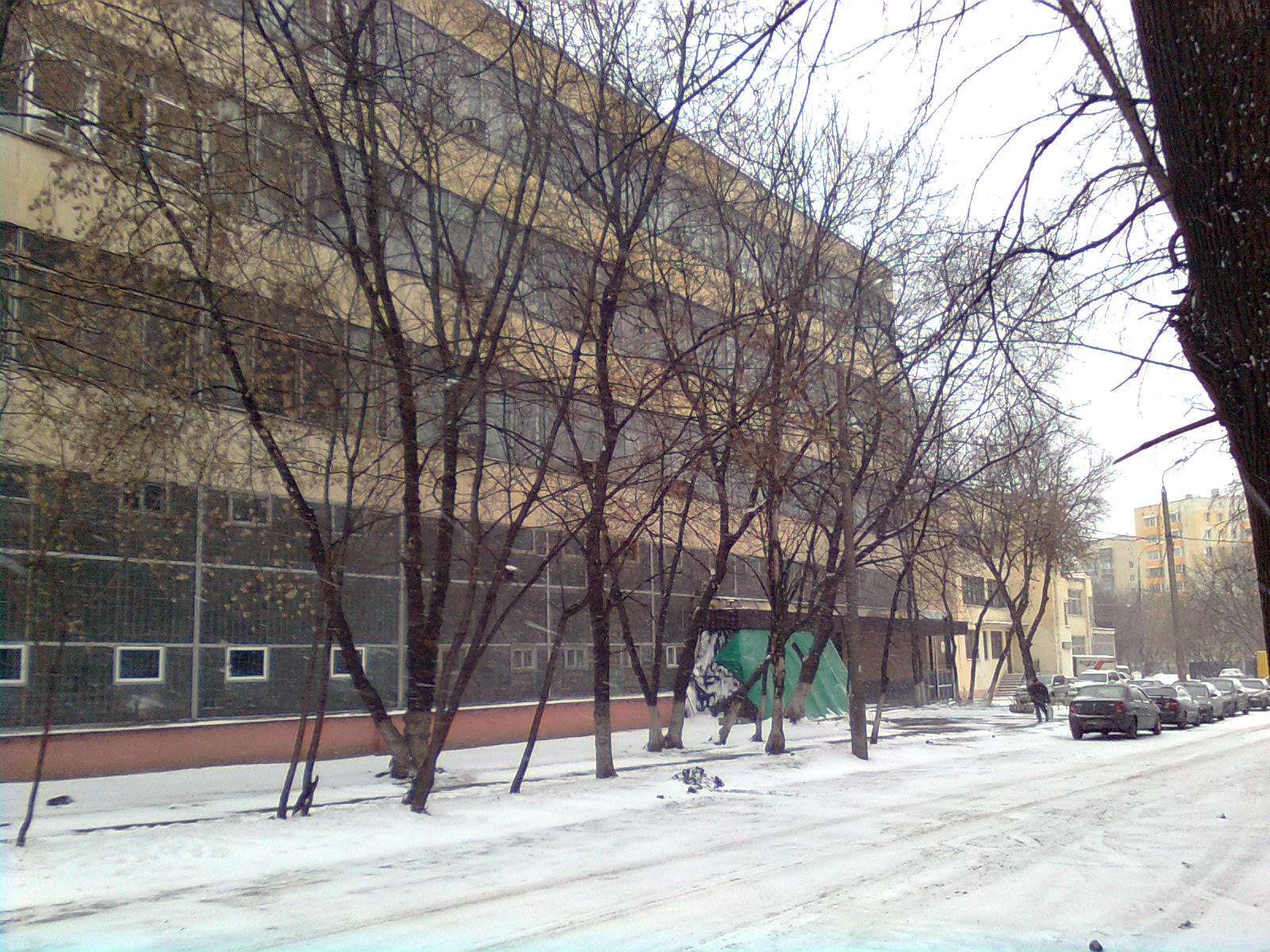
Здание КБ машиностроения

В 1882 году на машиностроительном, чугунолитейном и котельном заводе Г. А. Ласснера в Санкт-Петербурге начался серийный выпуск торпед («самодвижущиеся мины Уайтхеда»). В советское время завод был переименован в «Завод им. Карла Маркса» и в начале 1920-х годов приступил к изготовлению серийных торпедных аппаратов. В 1926 году при заводе создан «военный отдел» по проектированию торпедных аппаратов для надводных кораблей, катеров и подводных лодок. В 1932 году часть территории завода была преобразована в завод № 103 по производству торпедных аппаратов, в который «военный отдел» вошёл как конструкторское подразделение. В 1942 году оборудование и персонал завода эвакуировались в Москву, где был создан завод № 709, который продолжал выпускать продукцию для военно-морского флота страны. После войны, в 1946 году конструкторское бюро завода получило название Специальное конструкторское бюро № 709 (СКБ-709).
Согласно распоряжению Совмина СССР от 15 апреля 1957 года на базе СКБ завода № 709 была образована самостоятельная организация — СКБ-709. Важнейшими направлениями деятельности предприятия стало проектирование палубных пусковых установок корабельных ракетных комплексов и переход от стальных конструкций к более лёгким конструкциям из различных сплавов.
В январе 1966 года СКБ-709 преобразовано в Конструкторское бюро машиностроения (КБМ) Министерства судостроительной промышленности.
В 1960—1990-е годы специалистами конструкторского бюро был накоплен большой опыт по созданию торпедных аппаратов различного типа. В дальнейшем к этому добавились разработки автоматизированных систем предстартовой подготовки торпед, ракето-торпед и ракет, в том числе и для подводных лодок. Кроме этого, разрабатывались автоматизированные системы управления движением кораблей, а также образцы военной техники для береговых ракетных частей и морской авиации ВМФ.
За достижения в области создания вооружения для отечественного Военно-морского флота 12 февраля 1985 года предприятие награждено орденом Трудового Красного Знамени.
В 1987—1995 годы КБМ по конверсионной программе занималось также разработкой оборудования для механической обработки теста, передвижных мини-пекарен и мини-цехов по изготовлению мясо-колбасных изделий, принимало участие в разработке мусоровозных автомобилей типа «Фаун» на базе шасси «КамАЗ».
По указу президента РФ № 591 от 9 мая 2004 года предприятие включено в состав корпорации «Тактическое ракетное вооружение».
Кроме продукции оборонного назначения, предприятие выпускает и гражданские изделия — оборудование, восстанавливающее и повышающее дебет нефтяных скважин.

## Руководители
- с 1957 по 1987 — Цикунов Николай Константинович, конструктор, дважды лауреат Государственной премии СССР.
- Иванов Ю. В.
- Сидин Л. П.
- Владимир Георгиевич Петрушенко — в настоящее время.

## Примеры разработок
Московским КБМ разрабатывались:

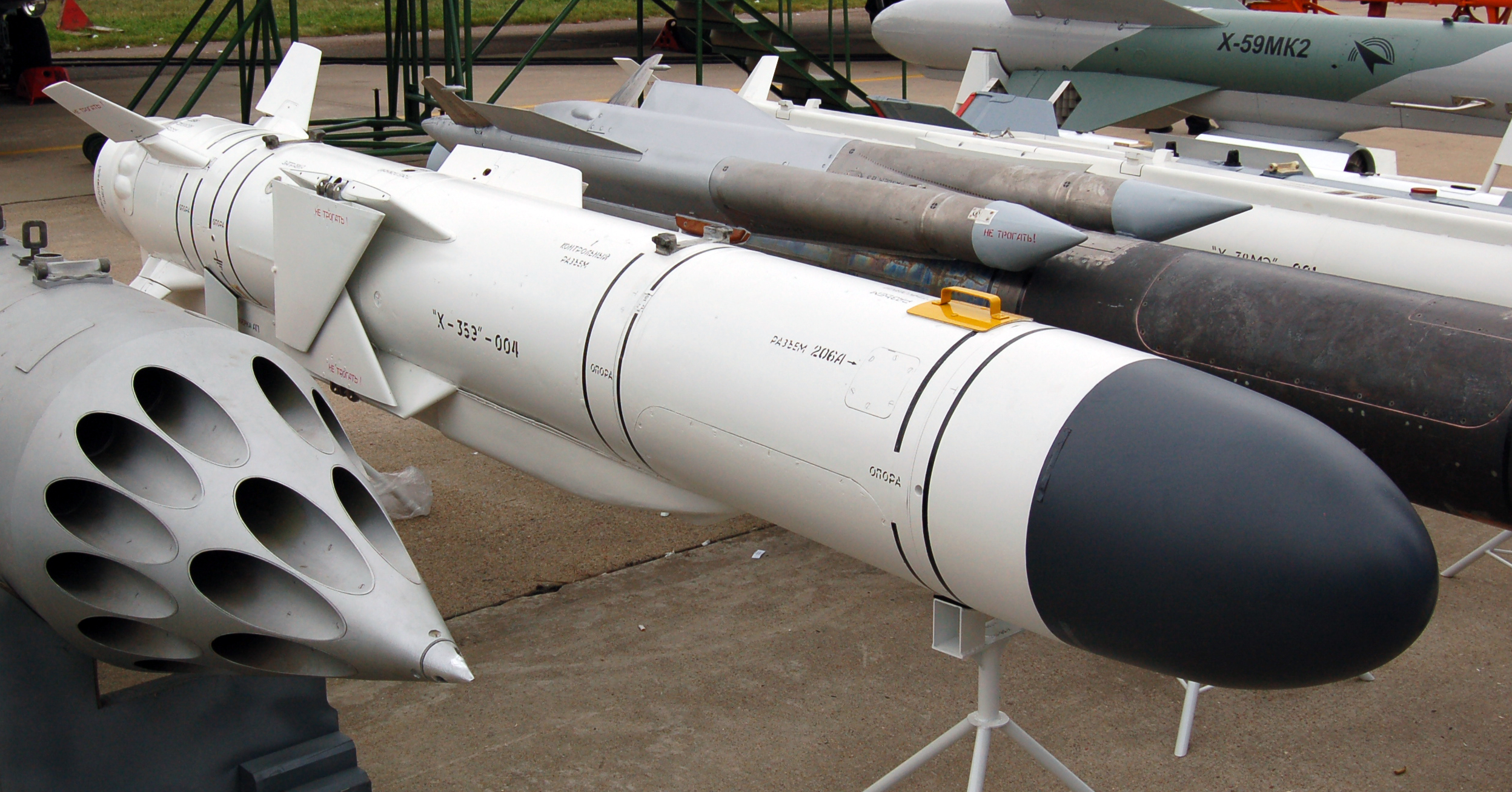
Противокорабельная ракета Х-35Э

- торпедные аппараты различного типа (более 80 проектов);
- автоматизированные системы предстартовой подготовки торпед, ракето-торпед и ракет;
- автоматизированные системы управления движением кораблей;
- комплекс постановки пассивных помех ПК-10 (на вооружении с 1984 года);
- противокорабельный ракетный комплекс «Москит» (с ракетой 3М80 и пусковой установкой КТ-190; на вооружении с 1984 года);
- корабельный ракетный комплекс «Уран»; на вооружении с 2005 года;
- береговой подвижный ракетный комплекс «Рубеж» (тактическая противокорабельная ракета П-15М «Термит», два пусковых контейнера КТ-161, кабина с аппаратурой управления и РЛС «Гарпун», шасси МАЗ-543; на вооружении с 1978 года);
- береговой ракетный комплекс «Бал» (на вооружении с 2008 года);
- пусковые установки для ПКР «Медведка», П-15 Термит, «Малахит», «Прогресс», «Метель», «Уран», «Раструб-Б», РПК-5 «Ливень», П-500 «Базальт» и др.;
- ДТА-53 для торпед СЭТ-65 и 53-65К;
- ОТА-40 ТА малогабаритный калибра 40 см для торпед СЭТ-40.